# Where the Buffalo Roam
Pour plus de détails, voir Fiche technique et Distribution.
Where the Buffalo Roam est un film américain de Art Linson sorti le 25 avril 1980 aux États-Unis. C'est une comédie semi-biographique basée sur des nouvelles de Hunter S. Thompson, créateur du journalisme gonzo. Il s'agit de la première adaptation cinématographique des écrits de Thompson.

## Synopsis
Le film raconte les débuts de la célébrité de l'écrivain américain Hunter S. Thompson et décrit ses relations avec l'avocat et homme politique latino Oscar Zeta Acosta. Le scénario se base sur les articles de Thompson intitulés The Banshee Screams for Buffalo Meat et Strange Rumblings in Aztlan publiés en 1979 dans le recueil La Grande Chasse au requin.

## Fiche technique
- Titre original : Where the Buffalo Roam
- Réalisation : Art Linson
- Scénario : John kaye d'apres Hunter S Thompson
- Direction artistique :
- Décors :
- Costumes :
- Photographie : Tak Fujimoto
- Montage : Christopher Greenbury
- Musique : Neil Young
- Production : Art Linson
- Sociétés de production : Universal Pictures
- Distribution :  Universal Pictures
- Pays de production :  États-Unis
- Langue : Anglais
- Format : Couleur -
- Genre : Comédie et biopic
- Durée : 96 min
- Date de sortie :
  - États-Unis : 25 avril 1980

## Distribution
- Peter Boyle : Lazlo
- Bill Murray : Hunter S. Thompson
- Bruno Kirby : Marty Lewis
- Rene Auberjonois :  Harris du Washington Post
- R. G. Armstrong :  Juge Simpson
- Leonard Frey :  le réceptionniste
- Mark Metcalf :  Dooley
- Sunny Johnson: Lil / Infirmière
- Linden Chiles : le deuxième journaliste

## Bande originale
La musique originale du film est composée et interprétée par Neil Young.
| 1.  | Buffalo Stomp                               | Neil Young with the Wild Bill Band of Strings | 3:10 |
| 2.  | Ode to Wild Bill #1                         | Neil Young                                    | 0:48 |
| 3.  | All Along the Watchtower                    | The Jimi Hendrix Experience                   | 3:58 |
| 4.  | Lucy in the Sky with Diamonds               | Bill Murray                                   | 1:24 |
| 5.  | Ode to Wild Bill #2                         | Neil Young                                    | 1:01 |
| 6.  | Papa Was a Rollin' Stone                    | The Temptations                               | 6:59 |
| 7.  | Home, Home on the Range                     | Neil Young                                    | 1:44 |
| 8.  | Straight Answers (dialogue)                 | Bill Murray                                   | 0:21 |
| 9.  | Highway 61 Revisited                        | Bob Dylan                                     | 3:21 |
| 10. | I Can't Help Myself (Sugar Pie Honey Bunch) | Four Tops                                     | 2:43 |
| 11. | Ode to Wild Bill #3                         | Neil Young                                    | 0:40 |
| 12. | Keep on Chooglin'                           | Creedence Clearwater Revival                  | 7:39 |
| 13. | Ode to Wild Bill #4                         | Neil Young                                    | 0:32 |
| 14. | Purple Haze                                 | The Jimi Hendrix Experience                   | 2:47 |
| 15. | Buffalo Stomp Refrain                       | Neil Young with the Wild Bill Band of Strings | 0:53 |